# بياتريس أغيري
بياتريس أغيري (بالإسبانية: Beatriz Aguirre)‏ هي ممثلة مكسيكية، ولدت في 21 مارس 1926 في المكسيك. من الجوائز التي نالتها جائزة أرييل لأفضل ممثلة ‏ سنة 1993.

## جوائز
- جائزة أرييل لأفضل ممثلة [الإنجليزية]‏ (1993)

## وصلات خارجية
- بياتريس أغيري على موقع IMDb (الإنجليزية)
- بياتريس أغيري على موقع قاعدة بيانات الفيلم (الإنجليزية)